# Liste des édifices labellisés « Architecture contemporaine remarquable » du Val-d'Oise
Cet article recense les édifices labellisés « Architecture contemporaine remarquable » du Val-d'Oise, en France.
Le label « Architecture contemporaine remarquable » remplace depuis 2016 l'ancien label « Patrimoine du XXe siècle ». Il ne prend en compte que des édifices de moins de 100 ans à la date de labellisation, et qui ne sont pas protégés comme monuments historiques.
Au début 2024, le Val-d'Oise compte 18 édifices ainsi labellisés.

## Liste
| Monument | Commune            | Adresse                                                                         | Coordonnées                      | Notice     | Date | Illustration                                                                                           |
| --- | ------------------ | ------------------------------------------------------------------------------- | -------------------------------- | ---------- | ---- | --- |
| Église Notre-Dame-de-la-Paix                                                                                    | Arnouville         | 16 rue Paul-Bert                                                                | 48° 59′ 36″ nord, 2° 24′ 42″ est | ACR0000779 | 2011 | Église Notre-Dame-de-la-Paix                                                                           |
| Axe majeur : place Hubert-Renaud, parc central, boulevard de l'Oise, rue de Vauréal, île astronomique, Pyramide | Cergy              | Entre la place Hubert-Renaud à Cergy et la carrefour de Ham à Neuville-sur-Oise | 49° 02′ 33″ nord, 2° 02′ 16″ est | ACR0001690 | 2022 | Image manquante Téléverser                                                                             |
| Chambre des métiers et de l'artisanat du Val-d'Oise (Ancien centre de formation des Banques populaires)         | Cergy              | 1 avenue du Parc 2 rue des chauffours                                           | 49° 02′ 10″ nord, 2° 04′ 16″ est | ACR0001681 | 2022 | Chambre des métiers et de l'artisanat du Val-d'Oise(Ancien centre de formation des Banques populaires) |
| École élementaire La chanterelle                                                                                | Cergy              | 2 rue de la Chanterelle                                                         | 49° 03′ 00″ nord, 2° 01′ 31″ est | ACR0001683 | 2022 | Image manquante Téléverser                                                                             |
| Ensemble des Colonnes Saint-Christophe                                                                          | Cergy              | 7-37 avenue de Mondétour Place des Colonnes                                     | 49° 02′ 45″ nord, 2° 02′ 00″ est | ACR0001689 | 2022 | Ensemble des Colonnes Saint-Christophe                                                                 |
| Groupe scolaire de la Belle-Épine                                                                               | Cergy              | 22 chemin des Quatre-Saisons                                                    | 49° 02′ 58″ nord, 2° 02′ 38″ est | ACR0001682 | 2022 | Image manquante Téléverser                                                                             |
| Groupe scolaire des Châteaux                                                                                    | Cergy              | Rue des Châteaux-Brûloirs                                                       | 49° 02′ 00″ nord, 2° 04′ 04″ est | ACR0001684 | 2022 | Image manquante Téléverser                                                                             |
| Groupe scolaire des Plants                                                                                      | Cergy              | Rue des Plants-Bruns                                                            | 49° 02′ 00″ nord, 2° 04′ 57″ est | ACR0001686 | 2022 | Image manquante Téléverser                                                                             |
| Groupe scolaire des Terrasses                                                                                   | Cergy              | 6 rue des Roulants                                                              | 49° 02′ 41″ nord, 2° 02′ 19″ est | ACR0001687 | 2022 | Image manquante Téléverser                                                                             |
| Hôtel d'agglomération                                                                                           | Cergy              | Place des Arts Parvis de la Préfecture                                          | 49° 02′ 08″ nord, 2° 04′ 42″ est | ACR0001688 | 2022 | Hôtel d'agglomération                                                                                  |
| Lycée Alfred-Kastler                                                                                            | Cergy              | 26 avenue de la Palette                                                         | 49° 02′ 02″ nord, 2° 05′ 19″ est | ACR0001626 | 2021 | Image manquante Téléverser                                                                             |
| Lycée Jules-Verne                                                                                               | Cergy              | 1 rue Michel-Strogoff                                                           | 49° 03′ 11″ nord, 2° 00′ 40″ est | ACR0001625 | 2021 | Image manquante Téléverser                                                                             |
| Maison de quartier Axe majeur-Horloge (Ancien groupe scolaire La Lanterne)                                      | Cergy              | 2 avenue du Jour                                                                | 49° 02′ 41″ nord, 2° 01′ 54″ est | ACR0001685 | 2022 | Image manquante Téléverser                                                                             |
| Résidence Cergy 7                                                                                               | Cergy              | 7 rue de Vauréal                                                                | 49° 02′ 29″ nord, 2° 03′ 26″ est | ACR0001691 | 2022 | Image manquante Téléverser                                                                             |
| Lycée Gustave-Monod                                                                                             | Enghien-les-Bains  | 71 avenue de Ceinture                                                           | 48° 58′ 21″ nord, 2° 17′ 44″ est | ACR0001627 | 2020 | Image manquante Téléverser                                                                             |
| Église Sainte-Geneviève                                                                                         | Garges-lès-Gonesse | 22 rue du Colonel-Fabien                                                        | 48° 58′ 23″ nord, 2° 23′ 21″ est | ACR0000780 | 2011 | Église Sainte-Geneviève                                                                                |
| Église Saint-Michel                                                                                             | Goussainville      | 5 rue Simon-Bolivar                                                             | 49° 02′ 03″ nord, 2° 28′ 29″ est | ACR0000781 | 2011 | Église Saint-Michel                                                                                    |
| Grand ensemble                                                                                                  | Sarcelles          | Boulevard Henri-Poincaré                                                        | 48° 58′ 41″ nord, 2° 22′ 36″ est | ACR0000782 | 2008 | Grand ensemble                                                                                         |